# RAND Corporation
RAND Corporation je americká výzkumná instituce, jejímž posláním je „hledat řešení důležitých společenských problémů, které napomohou společnostem po celém světě být bezpečnější, zdravější a více prosperující“. RAND Corporation je nezisková a ideologicky neutrální instituce, která zakládá svou prestiž na objektivním a rigorózním výzkumu. Sídlí ve městě Santa Monica v Kalifornii v USA a další pobočky má ve Washingtonu D.C. (USA), Bruselu (Belgie), Cambridge (Spojené království), Pittsburghu (USA), Bostonu (USA) a Canbeře (Austrálie). Zaměstnává přibližně 2,000 výzkumníků, kteří mají nejčastěji vzdělání na doktorské (PhD.) úrovni.

## Historie
RAND vznikl v roce 1946 jako výzkumná pobočka amerického letectva a Douglas Aircraft Company. Název RAND vznikl jako akronym pro „vědu a výzkum“ (Research and Development).
V prosinci 2023 byla RAND Corporation označena jako „nežádoucí organizace“ v Rusku.

## Výzkum
Ve svém výzkumu se RAND specializuje oblasti národní a mezinárodní bezpečnosti, zdravotnictví, školství, zaměstnanosti, vědy a výzkumu a zahraniční politiky. V letech 2014–2015 se mj. podílel na vypracování analytického nástroje v boji s epidemií eboly a dalšími zdravotními krizemi, v roce 2015 citoval výsledky výzkumu RAND Corporation Nejvyšší soud Spojených států amerických v případu King v. Burwell týkajícím se ústavnosti zdravotního pojištění pod hlavičkou Affordable Care Act.
RAND v současnosti pracuje pro ministerstva a agentury americké administrativy, zahraniční vlády, mezinárodní instituce a nadace. S výjimkou výzkumu, který se týká citlivých údajů, jsou veškeré publikace k dispozici na webu či v tištěné formě. Od svého založení uveřejnil více než 20 tisíc dokumentů, z nichž většina je k dispozici v elektronické formě na webu.
V roce 2014 RAND hospodařil s 270 milióny dolarů. Celý rozpočet je investován do výzkumu.

## PhD program
RAND je domovem nejstaršího doktorského programu v oblasti aplikované ekonomie a hospodářské analýzy ve Spojených státech a největšího takového programu na světě. Při Pardee RAND Graduate School působí přibližně sto doktorských studentů z celého světa.
Třetina absolventů nachází uplatnění ve veřejné správě (Evropská komise, OSN, CIA, Americké ministerstvo zahraničí, americké letectvo a další), pětina v akademickém prostředí (Stanford, Tillburg, UCLA a další), pětina v soukromém sektoru (Amgen, BCG, McKinsey, Google a další) a ostatní ve výzkumných a neziskových institucích (OECD, Skupina světové banky a další).
V roce 2014 program přijal prvního českého studenta v historii.

## Prestiž
RAND Corporation patří mezi nejuznávanější instituce svého druhu – podle Pensylvánské univerzity patří mezi 10 nejlepších think-tanků a 3 nejprestižnější výzkumné ústavy v oblasti národní bezpečnosti na světě.
Ve své historii byla RAND Corporation spojena s více než třiceti nositeli Nobelovy ceny a dalšími významnými osobnostmi, mj. s matematikem Johnem von Neumannem, ekonomem Kennethem Arrowem, diplomatem a ministrem zahraničí USA Henrym Kissingerem, ministryní zahraničí Condoleezzou Riceovou (která zde působila jako stážistka), ministrem obrany Jamesem Schlesingerem, výzkumníkem a spisovatelem Francisem Fukuyamou a mnoha dalšími. V padesátých letech byl RAND působištěm matematika Johna Forbese Nashe, který na institutu vyvinul teorii her.